# Geweer M. 95
Geweer M. 95 — винтовка с продольно-скользящим затвором, первоначально производимая в Нидерландах и Австрии в 1895 году. Калибр — 6,5 мм, с гильзой с закраиной. Оружие весит около 4,2 кг и имеет длину 1,2 метра. Винтовка также известна коллекционерам как "Dutch Mannlicher" и была служебной винтовкой вооруженных сил Нидерландов в период с 1895 по 1940 год, заменив устаревшую винтовку Beaumont-Vitali M1871/88. 
Первоначально она производилась компанией Steyr для голландцев, но после 1904 года производство осуществлялось по лицензии на голландском государственном оружейном заводе в Зандаме, известном под названием близлежащего Хембрука.
Хотя эта винтовка часто считается основанной на более ранней модели Манлихера 1893 года, на самом деле она является модификацией винтовки Манлихера, созданной Августом Шривером и Голландской стрелковой комиссией. Голландцы выпустили около 470 000 M.95.